# Mohamed Amoura
Mohamed El Amine Amoura (arabisch محمد الأمين عمورة, DMG Muḥammad al-Amīn ʿAmmūra; * 9. Mai 2000 in Taher) ist ein algerischer Fußballspieler, der seit August 2023 beim belgischen Erstdivisionär Royale Union Saint-Gilloise unter Vertrag steht und seit Juli 2024 an den VfL Wolfsburg ausgeliehen ist.

## Karriere

### Verein
Amoura begann seine Laufbahn in der Jugend von ES Sétif. Im Februar 2020 debütierte er gegen CA Bordj Bou Arréridj für die erste Mannschaft in der erstklassigen Ligue Professionnelle 1, als er kurz vor Spielende eingewechselt wurde und in der Nachspielzeit den 3:0-Endstand erzielte. Dies blieb sein einziger Einsatz in dieser Spielzeit. In der folgenden Saison avancierte der Mittelstürmer zum Stammspieler und schoss in 35 Ligaspielen für Sétif 15 Tore. Zudem nahm er mit seiner Mannschaft an der Gruppenphase des CAF Confederation Cups teil. Im Sommer 2021 wechselte er zum Schweizer Erstligisten FC Lugano.
Mitte August 2023 wechselte Amoura zum belgischen Erstdivisionär Royale Union Saint-Gilloise, bei dem er einen Vertrag bis zum Ende der Saison 2026/27 mit der Option der Verlängerung um eine weitere Saison unterschrieb. Dort bestritt er in seiner ersten Saison 32 von 37 möglichen Ligaspielen, in denen er 18 Tore schoss, neun Spiele im Europapokal mit zwei geschossenen Toren und vier Pokalspiele mit ebenfalls zwei geschossenen Toren, die mit dem Gewinn des belgischen Pokals endeten.
Anfang Juli 2024 wurde er für die Saison 2024/25 mit anschließender Kaufoption an den VfL Wolfsburg verliehen. Sein Debüt für den VfL Wolfsburg in der Bundesliga gab Amoura am 14. September 2024, dem 3. Spieltag der Saison, bei der 1:2-Niederlage gegen Eintracht Frankfurt. Zwei Wochen später erzielte er beim 2:2 gegen den VfB Stuttgart sein erstes Bundesligator.

### Nationalmannschaft
Amoura absolvierte im Juni 2021 eine Partie für die algerische Nationalauswahl. Beim 5:1-Sieg gegen Liberia erzielte er vier Tore. Laut der FIFA zählen die Spiele als reguläre A-Länderspiele.
Im Oktober 2021 gab er beim 6:1-Sieg gegen Niger im Rahmen der Qualifikation zur Weltmeisterschaft 2022 sein Debüt für die algerische A-Nationalmannschaft, als er einige Minuten vor Spielende eingewechselt wurde.

## Titel
- Belgischer Pokalsieger: 2024 (Royale Union Saint-Gilloise)
- Schweizer Pokalsieger: 2022 (FC Lugano)